# Bahnstrecke Bisezhai–Shiping
| Streckenlänge: | 176 km        |                                             |                                             |
| Spurweite: | 600 / 1000 mm |                                             |                                             |
| Maximale Neigung: | 30 ‰          |                                             |                                             |
| Minimaler Radius: | 70 m          |                                             |                                             |
| |               |                                             |                                             |
| \| \| 0 \| 碧色寨 Bisezhai, Mengzi (Bìsèzhài) \| 碧色寨 Bisezhai, Mengzi (Bìsèzhài) \| \| \| \| Qiushuizhuang \| \| \| \| \| \| \| \| \| \| 乍甸镇 Zhadianzhen \| \| \| \| \| Shiwopu \| \| \| \| \| 个旧市自立矿冶有限公司 Huogudu \| \| \| \| \| \| \| \| \| \| 鸡街镇 Jijiezhen \| \| \| \| \| Tsi-Kay \| \| \| \| \| 蒋家山 Jiangjiashan \| \| \| \| \| 坝心镇 Baxinzhen \| \| \| \| \| 石屏县 Shiping \| \| \| \| \| von ca. 1949–1955 \| \| \| \| \| \| \| \| \| \| \| \| \| \| \| \| \| \| \| \| \| \| \| \| \| \| \| \| \| \| 黑龙潭 Heilongtan, Mengzi (Hēilóngtán) \| \| \| \| \| \| \| \| \| \| \| \| \| \| \| 芷村 Zhicun, Mengzi (Zhǐcūn) \| \| \| \| \| 落水洞 Luoshuidong, Mengzi (Luòshuǐdòng) \| \| \| \| \| \| \| \| \| \| \| \| \| \| \| \| \| \| \| \| \| \| \| \| \| 戈姑 Gegu, Mengzi (Gēgū) \| \| \| \| \| \| \| \| \| \| \| \| \| \| \| \| \| \| \| \| \| \| \| \| \| Wujiazhai-Eisenbahnbrücke über den Nánxī Hé \| \| \| \| \| 倮姑 Luogu, Pingbian (Luǒgū) \| \| \| \| \| \| \| \| \| \| mehrere Tunnel[Anm. 1] \| \| \| \| \| \| \| \| \| \| 亭塘 Tingtang, Pingbian (Tíngtáng) \| \| \| \| \| \| \| \| \| \| \| \| \| \| \| \| \| \| \| \| 老街子 Laojiezi, Pingbian (Lǎojiēzi) \| \| \| \| \| \| \| \| \| \| \| \| \| \| \| \| \| \| \| \| 菠渡箐 Boduqing, Pingbian (Bōdùqìng) \| \| \| \| \| mehrere Tunnel[Anm. 2] \| \| \| \| \| \| \| \| \| \| 冲庄 Chongzhuang, Pingbian (Chòngzhuāng) \| \| \| \| \| \| \| \| \| \| \| \| \| \| \| 湾塘 Wantang, Pingbian (Wāntáng) \| \| \| \| \| \| \| \| \| \| \| \| \| \| \| \| \| \| \| \| \| \| \| \| \| \| \| \| \| \| \| \| \| \| \| 白寨 Baizhai, Pingbian (Báizhài) \| \| \| \| \| \| \| \| \| \| mehrere Tunnel[Anm. 3] \| \| \| \| \| \| \| \| \| \| 白鹤桥 Baiheqiao, Pingbian (Báihèqiáo) \| \| \| \| \| \| \| \| \| \| \| \| \| \| \| \| \| \| \| \| 腊哈地 Lahadi, Pingbian (Làhādì) \| \| \| \| \| \| \| \| \| \| 大树塘 Dashutang, Pingbian (Dàshùtáng) \| \| \| \| \| 老范寨 Laofanzhai, Hekou (Lǎofànzhài) \| \| \| \| \| 马街 Majie, Hekou (Mǎjiē) \| \| \| \| \| 南溪 Nanxi, Hekou (Nánxī) \| \| \| \| \| 蚂蝗堡 Mahuangpu, Hekou (Mǎhuángpù) \| \| \| \| \| 山腰 Shanyao, Hekou (Shānyāo) \| \| \| \| \| 河口 Hekou (Hékǒu) \| \| |               |                                             |                                             |
| Kopfbahnhof Streckenanfang (Strecke außer Betrieb) | 0             | 碧色寨 Bisezhai, Mengzi (Bìsèzhài)          | 碧色寨 Bisezhai, Mengzi (Bìsèzhài)          |
| Strecke (außer Betrieb) · Kopfbahnhof Streckenanfang (Strecke außer Betrieb) |               | Qiushuizhuang                               | Qiushuizhuang                               |
| Abzweig geradeaus und nach links (Strecke außer Betrieb) · Abzweig geradeaus und nach rechts (Strecke außer Betrieb) |               |                                             |                                             |
| Strecke (außer Betrieb) · Bahnhof (Strecke außer Betrieb) |               | 乍甸镇 Zhadianzhen                          | 乍甸镇 Zhadianzhen                          |
| Strecke (außer Betrieb) · Bahnhof (Strecke außer Betrieb) |               | Shiwopu                                     | Shiwopu                                     |
| Strecke (außer Betrieb) · Bahnhof (Strecke außer Betrieb) |               | 个旧市自立矿冶有限公司 Huogudu              | 个旧市自立矿冶有限公司 Huogudu              |
| Strecke (außer Betrieb) · Abzweig geradeaus und nach links (Strecke außer Betrieb) · Strecke von rechts (außer Betrieb) |               |                                             |                                             |
| Strecke (außer Betrieb) · Strecke (außer Betrieb) · Kopfbahnhof Streckenende (Strecke außer Betrieb) |               | 鸡街镇 Jijiezhen                            | 鸡街镇 Jijiezhen                            |
| Strecke (außer Betrieb) · Bahnhof (Strecke außer Betrieb) |               | Tsi-Kay                                     | Tsi-Kay                                     |
| Strecke (außer Betrieb) · Bahnhof (Strecke außer Betrieb) |               | 蒋家山 Jiangjiashan                         | 蒋家山 Jiangjiashan                         |
| Strecke (außer Betrieb) · Bahnhof (Strecke außer Betrieb) |               | 坝心镇 Baxinzhen                            | 坝心镇 Baxinzhen                            |
| Strecke (außer Betrieb) · Kopfbahnhof Streckenende (Strecke außer Betrieb) |               | 石屏县 Shiping                              | 石屏县 Shiping                              |
| Grenze (Strecke außer Betrieb) |               | von ca. 1949–1955                           | von ca. 1949–1955                           |
| Tunnel (Strecke außer Betrieb) |               |                                             |                                             |
| Tunnel (Strecke außer Betrieb) |               |                                             |                                             |
| Tunnel (Strecke außer Betrieb) |               |                                             |                                             |
| Tunnel (Strecke außer Betrieb) |               |                                             |                                             |
| Tunnel (Strecke außer Betrieb) |               |                                             |                                             |
| Bahnhof (Strecke außer Betrieb) |               | 黑龙潭 Heilongtan, Mengzi (Hēilóngtán)      | 黑龙潭 Heilongtan, Mengzi (Hēilóngtán)      |
| Tunnel (Strecke außer Betrieb) |               |                                             |                                             |
| Tunnel (Strecke außer Betrieb) |               |                                             |                                             |
| Bahnhof (Strecke außer Betrieb) |               | 芷村 Zhicun, Mengzi (Zhǐcūn)                | 芷村 Zhicun, Mengzi (Zhǐcūn)                |
| Bahnhof (Strecke außer Betrieb) |               | 落水洞 Luoshuidong, Mengzi (Luòshuǐdòng)    | 落水洞 Luoshuidong, Mengzi (Luòshuǐdòng)    |
| Tunnel (Strecke außer Betrieb) |               |                                             |                                             |
| Tunnel (Strecke außer Betrieb) |               |                                             |                                             |
| Tunnel (Strecke außer Betrieb) |               |                                             |                                             |
| Tunnel (Strecke außer Betrieb) |               |                                             |                                             |
| Bahnhof (Strecke außer Betrieb) |               | 戈姑 Gegu, Mengzi (Gēgū)                    | 戈姑 Gegu, Mengzi (Gēgū)                    |
| Tunnel (Strecke außer Betrieb) |               |                                             |                                             |
| Tunnel (Strecke außer Betrieb) |               |                                             |                                             |
| Tunnel (Strecke außer Betrieb) |               |                                             |                                             |
| Tunnel (Strecke außer Betrieb) |               |                                             |                                             |
| Brücke über Wasserlauf (Strecke außer Betrieb) |               | Wujiazhai-Eisenbahnbrücke über den Nánxī Hé | Wujiazhai-Eisenbahnbrücke über den Nánxī Hé |
| Bahnhof (Strecke außer Betrieb) |               | 倮姑 Luogu, Pingbian (Luǒgū)                | 倮姑 Luogu, Pingbian (Luǒgū)                |
| Tunnel (Strecke außer Betrieb) |               |                                             |                                             |
| Tunnel (Strecke außer Betrieb) |               | mehrere Tunnel                              | mehrere Tunnel                              |
| Tunnel (Strecke außer Betrieb) |               |                                             |                                             |
| Bahnhof (Strecke außer Betrieb) |               | 亭塘 Tingtang, Pingbian (Tíngtáng)          | 亭塘 Tingtang, Pingbian (Tíngtáng)          |
| Tunnel (Strecke außer Betrieb) |               |                                             |                                             |
| Tunnel (Strecke außer Betrieb) |               |                                             |                                             |
| Tunnel (Strecke außer Betrieb) |               |                                             |                                             |
| Bahnhof (Strecke außer Betrieb) |               | 老街子 Laojiezi, Pingbian (Lǎojiēzi)        | 老街子 Laojiezi, Pingbian (Lǎojiēzi)        |
| Tunnel (Strecke außer Betrieb) |               |                                             |                                             |
| Tunnel (Strecke außer Betrieb) |               |                                             |                                             |
| Tunnel (Strecke außer Betrieb) |               |                                             |                                             |
| Bahnhof (Strecke außer Betrieb) |               | 菠渡箐 Boduqing, Pingbian (Bōdùqìng)        | 菠渡箐 Boduqing, Pingbian (Bōdùqìng)        |
| Tunnel (Strecke außer Betrieb) |               | mehrere Tunnel                              | mehrere Tunnel                              |
| Tunnel (Strecke außer Betrieb) |               |                                             |                                             |
| Bahnhof (Strecke außer Betrieb) |               | 冲庄 Chongzhuang, Pingbian (Chòngzhuāng)    | 冲庄 Chongzhuang, Pingbian (Chòngzhuāng)    |
| Tunnel (Strecke außer Betrieb) |               |                                             |                                             |
| Tunnel (Strecke außer Betrieb) |               |                                             |                                             |
| Bahnhof (Strecke außer Betrieb) |               | 湾塘 Wantang, Pingbian (Wāntáng)            | 湾塘 Wantang, Pingbian (Wāntáng)            |
| Tunnel (Strecke außer Betrieb) |               |                                             |                                             |
| Tunnel (Strecke außer Betrieb) |               |                                             |                                             |
| Tunnel (Strecke außer Betrieb) |               |                                             |                                             |
| Tunnel (Strecke außer Betrieb) |               |                                             |                                             |
| Tunnel (Strecke außer Betrieb) |               |                                             |                                             |
| Tunnel (Strecke außer Betrieb) |               |                                             |                                             |
| Bahnhof (Strecke außer Betrieb) |               | 白寨 Baizhai, Pingbian (Báizhài)            | 白寨 Baizhai, Pingbian (Báizhài)            |
| Tunnel (Strecke außer Betrieb) |               |                                             |                                             |
| Tunnel (Strecke außer Betrieb) |               | mehrere Tunnel                              | mehrere Tunnel                              |
| Tunnel (Strecke außer Betrieb) |               |                                             |                                             |
| Bahnhof (Strecke außer Betrieb) |               | 白鹤桥 Baiheqiao, Pingbian (Báihèqiáo)      | 白鹤桥 Baiheqiao, Pingbian (Báihèqiáo)      |
| Tunnel (Strecke außer Betrieb) |               |                                             |                                             |
| Tunnel (Strecke außer Betrieb) |               |                                             |                                             |
| Tunnel (Strecke außer Betrieb) |               |                                             |                                             |
| Bahnhof (Strecke außer Betrieb) |               | 腊哈地 Lahadi, Pingbian (Làhādì)            | 腊哈地 Lahadi, Pingbian (Làhādì)            |
| Tunnel (Strecke außer Betrieb) |               |                                             |                                             |
| Bahnhof (Strecke außer Betrieb) |               | 大树塘 Dashutang, Pingbian (Dàshùtáng)      | 大树塘 Dashutang, Pingbian (Dàshùtáng)      |
| Bahnhof (Strecke außer Betrieb) |               | 老范寨 Laofanzhai, Hekou (Lǎofànzhài)       | 老范寨 Laofanzhai, Hekou (Lǎofànzhài)       |
| Bahnhof (Strecke außer Betrieb) |               | 马街 Majie, Hekou (Mǎjiē)                   | 马街 Majie, Hekou (Mǎjiē)                   |
| Bahnhof (Strecke außer Betrieb) |               | 南溪 Nanxi, Hekou (Nánxī)                   | 南溪 Nanxi, Hekou (Nánxī)                   |
| Bahnhof (Strecke außer Betrieb) |               | 蚂蝗堡 Mahuangpu, Hekou (Mǎhuángpù)         | 蚂蝗堡 Mahuangpu, Hekou (Mǎhuángpù)         |
| Bahnhof (Strecke außer Betrieb) |               | 山腰 Shanyao, Hekou (Shānyāo)               | 山腰 Shanyao, Hekou (Shānyāo)               |
| Kopfbahnhof Streckenende (Strecke außer Betrieb) |               | 河口 Hekou (Hékǒu)                          | 河口 Hekou (Hékǒu)                          |

Die Bahnstrecke Bisezhai–Shiping (auch: Gebishi-Bahn, eine Abkürzung für Gejiu (鸡街镇 Jijiezhen)–Bisezhai-Eisenbahn) war die zentrale Strecke einer Schmalspurbahn in der Spurweite 600 mm, die – vom Bahnhof Bisezhai an der Yunnan-Bahn ausgehend – über 176 km ein Seitental der Ebene von Kaiyuan (Honghe), Yunnan (heute: Volksrepublik China) erschloss.

## Vorgeschichte
Die Yunnan-Bahn von Haiphong über Hanoi (beides damals: Französisch-Indochina) nach Kunming (damals: Chinesisches Kaiserreich) wurde seit 1900 von der französisch dominierten Chemins de Fer de l’indochine et du Yunnan (CIY) errichtet und war ab dem 31. März 1910 für den planmäßigen Verkehr durchgehend geöffnet. Entgegen einer ursprünglichen Planung wurde die Yunnan-Bahn wegen des schwierigen Geländes nicht über Qiushuizhuang (damals: Mong-Tseu) und Jiangjiashan, 蒋家山 (damals: Mien-Tien), in einem westlichen Seitental der Ebene von Kaiyuan, sondern weiter östlich durch das Tal des Pa-Ta-Ho errichtet.

## Bau
Um gleichwohl die Mineralfundstätten in dem westlichen Tal zu erschließen, wurde ab 1915 die Bahnstrecke Bisezhai–Shiping als Zubringer zur Yunnan-Bahn von einer Gesellschaft errichtet, die sich ausschließlich in chinesischer Hand befand. Um die Probleme, die die Topografie bereitete, auszugleichen, die den Bau der Meterspurbahn hier verhindert hatten, wurde die Strecke in 600-mm-Spur errichtet, wozu zudem standardisiertes Feldbahn-Material verwendet werden konnte. Trotzdem waren noch 8 Tunnel, darunter Kehrtunnel, erforderlich, einer davon mit 700 m Länge, Steigungen bis zu 30 ‰ und Kurvenradien von nur 70 m.

## Betrieb
1917 ging der erste Abschnitt nach Jijiezhen, 鸡街镇, in Betrieb, eine Verlängerung nach Shiping, 石屏县, 1928. Nach anderen Angaben wurde die Bahn 1936 fertiggestellt. Für den Betrieb wurden von 1924 bis 1929 bei Baldwin insgesamt 16 Dampflokomotiven der Achsfolge D beschafft. Einige dieser Lokomotiven waren bis zum Ende des Betriebs auf der Strecke 1990 im Einsatz. Die Lokomotive Nr. 29 wurde als Exponat in das Eisenbahnmuseum von Yunnan (云南铁路博物馆, Yunnan Tielu Bowuguan) übernommen.
Mit dem Sieg der Chinesischen Volksbefreiungsarmee 1949 wurde die Bahnstrecke Bisezhai–Shiping – wie alle anderen in der Volksrepublik China – verstaatlicht und durch die Chinesische Staatsbahn betrieben. Die Yunnan-Bahn wurde schon im Zweiten Weltkrieg durch Luftangriffe schwer beschädigt und konnte anschließend in ihrem in China gelegenen Abschnitt nicht mehr betrieben werden. Von lokalen Kräften wurde daraufhin die Bahnstrecke Bisezhai–Shiping ab Bisezhai auf deren Trasse bis Hekou, 河口瑶族 自治县, an der vietnamesischen Grenze mit einem 600-mm-Gleis belegt und betrieben. Nach dem Übereinkommen von Genf vom Oktober 1954 entstand der kommunistische Staat Nordvietnam, verbündet mit der Volksrepublik China. Diese entschloss sich daraufhin 1955 zum Wiederaufbau des chinesischen Abschnitts der Yunnan-Bahn in Meterspur. Der Wiederaufbau der Yunnan-Bahn wurde in nur eineinhalb Jahren durchgezogen. Das 600-mm-Gleis auf der Trasse zwischen Bisezhai und Hekou musste dafür wieder weichen.
In den 1960er Jahren wurde die Strecke von Bisezhai nach Baxinzhen auf Meterspur umgespurt. Bis in die 1980er Jahre bestand hier Personenverkehr. Zum Schluss wurden zwei tägliche Zugpaare angeboten, die in östlicher Richtung, also bergauf, über zwei Stunden unterwegs waren, bergab, in der Gegenrichtung, aber nur die Hälfte der Zeit brauchten. 1990 wurde auch der letzte noch betriebene Streckenabschnitt nach Jijiezhen, 鸡街镇, stillgelegt.
2013 wurde eine völlig neu trassierte, normalspurige Bahnstrecke Yuxi–Mengzi über Tonghai und Jiangjiashan, 蒋家山, eröffnet, die östlich von Shiping in etwa parallel zur ehemaligen Bahnstrecke Bisezhai–Shiping verläuft. Die neue Strecke weist auch den 10 km langen Xiu-shan-Tunnel auf.